# إريك إكسبوسيتو
إريك إكسبوسيتو (بالإسبانية: Erik Expósito) هو لاعب كرة قدم إسباني، ولد في 23 يونيو 1996 في سانتا كروث دي تينيريفه في إسبانيا يلعب في النادي الأهلي القطري. لعب مع نادي مالقا.

## وصلات خارجية
- إريك إكسبوسيتو على موقع قاعدة بيانات كرة القدم.إي يو (الإنجليزية)
- إريك إكسبوسيتو على موقع Soccerway.com (الإنجليزية)